# Каприз (фильм, 1933)
«Каприз» (другие варианты — «Временное увлечение», «Соблазн», «Преходящий соблазн»; яп. 出来ごころ, Dekigokoro; англ. Passing Fancy) — немой фильм режиссёра Ясудзиро Одзу, вышедший на экраны в 1933 году. Лента получила премию журнала «Кинэма Дзюмпо» за лучший фильм. Кинолента является шедевром немого кино, и фильмом, который стоит среди самых ключевых работ автора.

## Сюжет
Соседи Кихати и Дзиро вместе работают на заводе. Первый из них, глуповатый добряк, уже не молод и в одиночку растит сына-третьеклассника. Когда в этом районе города появляется пришлая девушка Харуэ, потерявшая работу и жильё, Кихати принимает самое активное участие в её судьбе и способствует тому, чтобы она осталась работать в местном кабачке. Постепенно у него появляется надежда на женитьбу, однако Харуэ испытывает к нему лишь благодарность и нежность, как к своему собственному дяде. Девушка отдаёт предпочтение молодому Дзиро, но тот в силу своего мрачного и резкого характера отталкивает её. Кихати, смирившись со своей неудачей, пытается замолвить перед Дзиро словечко за Харуэ, но тот неумолим. Ситуация разрешится лишь благодаря трагическому случаю...

## В ролях
- Такэси Сакамото — Кихати
- Нобуко Фусими — Харуэ
- Дэн Обината — Дзиро
- Тёко Иида — Отомэ
- Томио Аоки — Томио
- Рэйко Тани — парикмахер
- Тисю Рю — пассажир корабля

## О фильме
Юбилейный, тридцатый фильм мастера кинорежиссуры Ясудзиро Одзу, снятый им с июля по август 1933 года и выпущенный на киноэкраны Японии 7 сентября того же года.
После завершения работы над фильмом «Подставная девушка» (снятом в этом же 1933-м) Одзу вместе с Масао Арата написали сценарий к фильму «Колледж — хорошее место». Это история о группе студентов, проживающих в студенческом общежитии (знакомая обстановка для режиссёра, имеющего в своей фильмографии несколько работ студенческой тематики). Однако съёмки были отложены до лучших времён (фильм был снят в 1936 году, но на данный момент считается одной из утерянных работ режиссёра). Вместо этого проекта Одзу взялся за постановку сценария Тадао Икэды «Каприз» (Dekigokoro).
Это первый фильм режиссёра с героем Кихати, которого играет Такэси Сакамото (в дальнейшем этот герой появится ещё в фильмах «История о плывущих водорослях», 1934, и «Токийская ночлежка», 1935). Фильм, вероятно вдохновлённый работой Кинга Видора «Чемпион» (1931), где тоже показана история непростых взаимоотношений отца, неудачливого боксёра, со своим сыном. Афиши этого фильма висят в боксёрском зале предыдущей работы Одзу «Подставная девушка». Одзу и Икэда взяли в качестве основы неудачника-отца и смышлёного сына из этой истории и перенесли их на родную японскую почву, в самые грязные и бедные районы Токио. Одзу знакомы эти районы не понаслышке. Он сам родился в одном из бедных кварталов нижней части Токио, затем в возрасте 9 лет переехал в родной город отца Мацусаку (префектура Миэ), а в 19 лет вернулся в Фукугаву (беднейшую часть всё той же нижней части Токио). Икэда также пожил в бедных кварталах.
Таким образом, этим фильмом Одзу делает в своём творчестве поворот на 180 градусов. Ибо после той же «Подставной девушки», искрящейся гламуром офисов и ресторанов, дорогих автомобилей и нарядных европейских костюмов, он перемещается в трущобы Токио, в среду простых работяг, еле-еле влачащих своё существование (когда у Кихати заболевает сын, у него даже нет денег на врача). Если в ранних фильмах героями являются студенты (или выпускники, как в «Днях юности» или «Где же мечты юности?»), молодые супружеские пары (как в «Этой ночи жена» или «Токийский хор»), а также молодые, не совсем испорченные бандиты (как в «Бодро шагая» или «Подставной девушке»), то с этой киноленты Одзу начинает серию работ, показывающих жизнь бедных работяг, и в центре всего дальнейшего творчества постановщика теперь непременно будет тема родителей и взаимоотношений поколений. В своём фильме Одзу избегает слишком простой счастливой концовки. Фильм заканчивается сценой, когда Кихати прыгает в море, но в сценарии история продолжалась: он должен был прибыть домой, приветствуя оставленных там друзей. Что ещё более важно, Одзу критикует определённое веянием времени бессознательное побуждение вернуться в прошлое.
Великолепно сыгрались, с блеском исполнив свои роли, дуэт Такэси Сакамото в роли отца и Томио Аоки в роли сына. Сакамото, с 1928 года исполнявший у Одзу второстепенные роли, наконец получил возможность раскрыть своё незаурядное дарование, исполнив здесь главную роль. Актёр и режиссёр поработают вместе ещё не раз (в общей сложности Сакамото сыграет в 17 фильмах мастера). Томио Аоки (или как он сам себя называл — и иногда и в титрах так и писали — Токкан Кодзо по названию прославившего его фильма «Непосредственный мальчик», по—японски Tokkan kozô) из избалованного когда-то ребёнка вырос во вполне талантливое молодое дарование, без которого Одзу уже почти не обходится, часто приглашая его в свои работы (Аоки снимется в 10 фильмах режиссёра).
Из того времени, когда я жил в Фукугаве, я добродушно вспоминаю о том человеке, который посещал наш дом. Он стал для меня прообразом Кихати. Поскольку Тадао Икэда также встречал много подобных парней в Окатимати, мы написали его характер вместе. Там есть сцена, в которой сына Кихати донимают одноклассники, потому что его отец флиртует с девушкой, которая ему нравится. Когда мальчик приходит домой, он уничтожает любимое растение Кихати. Пришедший Кихати всё ещё взволнован после встречи с девушкой своей мечты, но его ликование превращается в гнев и он даёт сыну хорошую взбучку. Начинается перебранка, после которой Кихати остывает, так же поступает и его сын, который затем заливается слезами. Если негативы всё ещё существуют, я бы с удовольствием пересмотрел эту сцену снова.